# Flakfortet
Flakfortet est une île artificielle du Danemark situé dans l'Øresund en face de Copenhague. Flakfortet est une île servant à assurer la défense de Copenhague, un fort y a été construit entre 1910 et 1915, mais il n'est plus utilisé depuis 1968 et depuis 2001, l'île n'est plus la propriété du ministère de la Défense danois.